# Kaj Leo í Bartalsstovu
Kaj Leo í Bartalsstovu, né le 23 juin 1991 à Syðrugøta aux îles Féroé, est un footballeur international féroïen, qui évolue au poste de milieu offensif.

## Biographie

### Carrière en club
Avec le Víkingur Gøta, Kaj Leo í Bartalsstovu dispute 8 matchs en Ligue Europa,. Avec le Víkingur Gøta, il remporte trois coupes des îles Féroé. Le 21 janvier 2014, il signe un contrat avec l'équipe norvégienne du Levanger FK.
Le 1er février 2016, il signe un contrat d'un an et demi avec l'équipe roumaine du Dinamo Bucarest, et devient le premier footballeur féroïen à jouer en Liga I.
Le 14 février 2016, il fait ses débuts en équipe première lors d'une victoire par 1-0 contre le FC Botoșani. Le 20 mai il est libéré de son contrat avec le Dinamo, après que le précédent entraîneur Mircea Rednic a démissionné. Il s'engage avec le champion d'Islande sortant, le FH Hafnarfjörður.

### Carrière internationale
Kaj Leo í Bartalsstovu compte 9 sélections avec l'équipe des îles Féroé depuis 2013,.
Il est convoqué pour la première fois en équipe des îles Féroé par le sélectionneur national Lars Olsen, pour un match amical contre la Thaïlande le 21 février 2013. Il commence la rencontre comme titulaire, et sort du terrain à la 78e minute de jeu, en étant remplacé par Páll Klettskarð. Le match se solde par une défaite 2-0 des Féroïens.

## Palmarès
- Avec le Víkingur Gøta
  - Vainqueur de la Coupe des îles Féroé en 2009, 2012 et 2013

- Avec le Levanger FK
  - Champion de Norvège de D3 en 2014